# Bazina

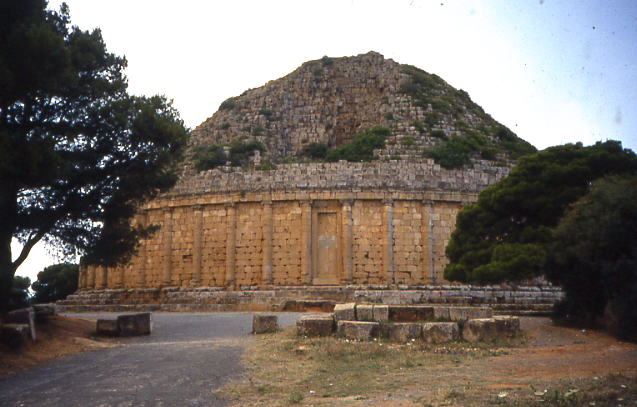

Un bazina est un monument funéraire préhistorique d'Afrique du Nord.

## Étymologie
Le terme bazina vient du mot berbère signifiant butte.

## Description
Les bazinas sont construits en pierres sèches. Leur partie supérieure est souvent bombée ou tronconique.
L'accès à la chambre funéraire est invisible. Le mort est inhumé à même le sol et recouvert par une construction funéraire en saillie.

## Extension géographique
On trouve des bazinas notamment dans les environs de Chellala et de Tamda, en Algérie et dans le Nord Ouest de la Tunisie, par exemple à Balta Bou Aouène, proche de Bou Salem, ainsi que dans la région de Meknès au Maroc avec le bazina du Gour.

## Chronologie
Cette architecture funéraire s'est pratiquée durant l'Âge du bronze et l'Âge du fer. Au Niger, les bazinas apparaissent vers 2200 av. J.-C. et disparaissent avec l'arrivée de l'Islam.